# Gliese 349
Gliese 349 (GJ 349 / HD 82106 / HIP 46580) es una estrella de magnitud aparente +7,22. Está encuadrada en la constelación de Hidra cerca del límite con Leo, a poco más de 2° de 10 Leonis.
Se halla situada a 41,4 años luz del sistema solar.
La enana roja Gliese 361 se encuentra a 7 años luz de ella.
Gliese 349 es una enana naranja de tipo espectral K3V, una estrella de la secuencia principal que obtiene su energía a partir de la fusión del hidrógeno.
Más fría que el Sol —su temperatura superficial es de 4419 K— brilla con una luminosidad en el espectro visible equivalente al 18% de la luminosidad solar.
De características físicas similares a las de ε Indi, pero casi cuatro veces más alejada que ésta, tiene el 79% de la masa solar y su diámetro corresponde al 73% del que tiene el Sol.
Gliese 349 gira sobre sí misma con una velocidad de rotación proyectada de 4,1 km/s, siendo su período de rotación de 13,30 días.
Estos valores permiten estimar su edad por girocronología, mostrando que Gliese 349 es una joven estrella de 435 millones de años de edad.
Su índice de metalicidad ([Fe/H] = -0,15), revela un contenido metálico —entendiendo por metales aquellos elementos más pesados que el helio— inferior al solar.